# Erica muscosa
Erica muscosa är en ljungväxtart som först beskrevs av William Aiton, och fick sitt nu gällande namn av E.G.H. Oliver. Erica muscosa ingår i släktet klockljungssläktet, och familjen ljungväxter. Inga underarter finns listade i Catalogue of Life.